# Епархия Фредерику-Вестфалена
 Епархия Фредерику-Вестфалена  (лат. Dioecesis Vestphaleniana) — епархия Римско-Католической церкви с центром в городе Фредерику-Вестфален, Бразилия. Епархия Фредерику-Вестфалена входит в митрополию Пасу-Фунду. Кафедральным собором епархии Фредерику-Ветфалена является церковь святого Антония Падуанского.

## История
22 мая 1961 года Римский папа Иоанн XXIII издал буллу «Haud parva», которой учредил епархию Фредерику-Вестфалена, выделив её из епархий Пасу-Фунду и Санта-Марии.

## Ординарии епархии
- епископ João Aloysio Hoffmann (26.03.1962 — 27.05.1971) — назначен епископом Эрешины;
- епископ Bruno Maldaner (27.05.1971 — 12.12.2001);
- епископ Zeno Hastenteufel (12.12.2001 — 28.03.2007) — назначен епископом Нову-Амбургу;
- епископ Antônio Carlos Rossi Keller (11.06.2008 — по настоящее время).

## Источник
- Annuario Pontificio, Ватикан, 2007
- Булла Haus parva, AAS 54 (1962), p. 369  (лат.)